# Aina Tur Seguí
Aina Tur Seguí (Menorca, 1976) és una directora, dramaturga i gestora cultural balear. Ha desenvolupat la seva carrera professional fonamentalment a Barcelona, encara que també ha estat present a l'escena de les Illes Balears, Madrid, França i Alemanya. Actualment és la responsable de Programació a la Sala Beckett i membre del Consejo Asesor del Centro Dramático Nacional.
És autora de diversos textos teatrals: Addiccions, Evolució/ Evolución publicat a la Col·lecció Teatro de Papel (Primer Acto), Dimecres publicat a la Col·lecció Paraula de Dramaturg (Govern Balear), Es lloga habitació, Fotofòbia i Una galaxia de luciérnagas. Els seus textos s'han programat a La Cuarta Paret, la Sala Beckett, al Palau de la Música, al Teatre Principal de Maó, entre d'altres. S'estrena al món de l'assaig amb La glosa menorquina (anàlisi contemporània del glosat i els glosadors) editat a la col·lecció Quaderns de Folklore. Ha col·laborat amb el suplement Culturalia escrivint relats breus sobre temes d'actualitat i amb dBalears escrivint ressenyes literàries. Ha traduït Un tramvia anomenat desig de Tennessee Williams i ha escrit guions per a BH audiovisual. També ha publicat el relat El héroe de la bicicleta a la col·lecció El Puro Cuento (Editorial Praxis, Mèxic) i Explorem Menorca! amb l'editorial Mediterrània, traduït al castellà i l'anglès.
En el vessant de direcció teatral ha fet d'ajudant de direcció Nola Rae, Josep Maria Miró, Ester Nadal, Juan Carlos Martel i Toni Casares treballant al teatre Tantaranta, la Sala Muntaner, la Sala Beckett, el Teatre Lliure i el Teatre Nacional de Catalunya. Ha dirigit Nus de Joan Casas i Fly me to the moon, entre d'altres. Com a pedagoga ha estat professora de Xamfrà, assessora pedagògica de Trivium. I també professora de teatre i d'escriptura creativa al Cercle Artístic de Ciutadella.
Va estudiar Farmàcia a la Universitat de Barcelona, Enginyeria Agrònoma a la Universitat Politècnica de Catalunya, interpretació al Col·legi de Teatre de Barcelona, dramatúrgia a l'Obrador de la Sala Beckett i el Curs Superior en Gestió de Projectes a la Universitat de Deusto. Actualment estudia el grau en Llengua i Literatura Catalanes a la Universitat Oberta de Catalunya.